# 馬の儀にて喧嘩
馬の儀について喧嘩（うまのぎについてけんか）とは、越後長岡藩の上級家臣、いわゆる先法家の能勢氏と真木氏（槙氏）の争いと思われる事件。
長岡藩家臣の来歴を記した文書「諸士由緒記」にその記述が見える。

## 概要
牧野氏家臣の槙（真木）三郎左衛門と能勢七郎右衛門が馬の儀で口論となり、七郎右衛門が上州高崎に出奔する事態となった。槇・能勢両氏ともに、戦国時代の牧野氏を牛久保寄騎として支えて、牛久保年寄衆に列して、牧野氏と『水魚の交わり』をなしていたとされるため、主君・牧野氏はこれを重く見て、自ら和睦の労をとった。
すなわち、槙三郎右衛門と能勢籐七（七郎右衛門の子）の両者に刀一腰ずつを与え、三郎左衛門の妹と籐七の縁組みをさせて仲直りさせたのである。

## 馬の儀とは
戦場や重要な儀式の時の勢揃い、つまり、馬揃えを指すものと思われる。一般的には良馬を入手することなど、武士にとって大切な馬をめぐる事柄と見るのが自然であるが、また、武士にとって馬揃えなどの席順の上下も大きな要素であった。
類例として古いが、永享2年、室町将軍足利義教の右近衛大将の拝賀式に諸侍と具奉の際、当時の御家人筆頭を自他共に認める一色義貫の一騎駆け一番は恒例であったが、このとき義貫は順列一番ではなく二番を義教に指定された。義貫はこれを不満として当日の馬揃えを欠席した。これは死罪にもあたる行為であったが、敢えて従来の功績も地位も生命さえも投げうつ覚悟を示した。この時は周囲の取りなしで一色義貫は許されたがその後、粛清される運命となった。またこの時、一番であった者は畠山持国である 。
牧野氏も長岡藩政時代に勢揃えの行事があり、配置・順序には厳格な取り決めがあった。また城内の着座順も厳格であった。まして、この時代は戦国の気風も未だ残る長岡藩創設期あるいはそれ以前の事と思われ（次項）、この事件は双方緊迫感を伴ったに違いない。

## 事件発生の時期
真木氏の改姓時期による考え方がある。マキ氏が、長岡藩主・牧野氏に帰参してから、『真木』を、『槙』に改姓したとするならば、上州大胡在城時代（1590年～1618年）に槙三郎左衛門と、馬の儀で喧嘩（馬揃え等の序列）となったとする記述は、姓が『真木』でないから矛盾する。
よって、この事件は、実は長岡移封後におきたものである可能性もあり、あるいはこの事件を記録した著者が『真木』と、『槙』を混同して使用したのか、それとも馬の儀で喧嘩となったことを、著した文献が成立したときのマキ氏の姓を、使用したかのいずれかであると想像される（詳細は越後長岡藩の家臣団を参照）。
一方、喧嘩仲裁をとりもった主君を「諸士由緒記」は真木氏の項では大胡藩主初代牧野康成とし、能勢氏の項では同藩主2代目の忠成として食い違う。忠成の時に長岡入りしたので大胡・長岡いずれの時代ともあり得る。しかし、両氏の伝は、この出来事をいずれも元和4年（1618年）の牧野氏の長岡入封以前のこととして記されており、これを信ずるならば大胡時代の出来事とも思われる。
争いの根底として、次の二つが考えられる。
1. 能勢七郎右衛門正信は、その主観において、槙三郎左衛門を、真木越中守定善の惣領家ではなく、長庶子家と認識していた可能性がある。その根拠として、槙三郎左衛門の叔父となる真木小太夫が、実兄となる真木越中守定善の跡式を嗣いでいたと云う文献がある。つまり槙三郎左衛門は、父の真木越中守定善の家督・跡式を嗣いでいないとの解釈が成立する。
2. 能勢氏の当主・能勢丹波守（能勢惣左衛門）は、牛久保城主・牧野氏が、徳川家康に降伏したことで、牧野氏の旗下を出奔していたので、能勢七郎右衛門は、惣領家はなく、庶子家となるため、槙氏惣領となる三郎左衛門から、格下と認識されていた。

藩政確立期の混乱と苦悩を象徴する事件と言えよう。